# Monte Cassino, Antarktis
Monte Cassino är ett berg i Antarktis. Det ligger i Östantarktis. Nya Zeeland gör anspråk på området. Toppen på Monte Cassino är 2 270 meter över havet, eller 463 meter över den omgivande terrängen. Bredden vid basen är 5,3 km.
Terrängen runt Monte Cassino är kuperad åt sydväst, men åt nordost är den platt. Trakten är obefolkad. Det finns inga samhällen i närheten.